# آلبا آرنووا
آلبا آرنووا (ایتالیایی: Alba Arnova؛ زادهٔ ۱۵ مارس ۱۹۳۰؛ درگذشتهٔ ۱۱ مارس ۲۰۱۸) هنرپیشه، و بالرین اهل ایتالیا بود.
از فیلم‌هایی که در آن نقش داشته می‌توان به معجزه در میلان، صلیبیون توانا و توتو تارزان اشاره کرد.